# Lucas do Rio Verde
Lucas do Rio Verde – miasto i gmina w Brazylii, w stanie Mato Grosso.